# Экстремальная обработка транзакций
Экстремальная обработка транзакций (англ. eXtreme Transaction Processing или сокращенно XTP) — исключительно ресурсоемкая форма обработки транзакций. Данная форма предусматривает обработку от 10 000 одновременных попыток доступа (500 транзакций в секунду) и выше.

## Описание
XTP-приложения проектируются, разрабатываются, используются и поддерживаются на компьютерных кластерах и/или распределенных грид-сетях, при этом используются технологии виртуализации памяти совместно с менеджером нагрузок. Сам термин был введён в оборот компанией Gartner для описания мультикомпьютерной архитектуры, обеспечивающей безопасные, масштабируемые и высокопроизводительные транзакции при обработке данных.

## Реализации
Программа Clearspace от Jive Software, например, построена на основе системы Coherence от Oracle Corporation, компоненте Oracle Fusion Middleware, которая поддерживает XTP, в попытке усовершенствовать обыкновенную обработку транзакций. Другим примером может послужить Управление цепочками потребностей в реальном времени от компании WareLites, основанное на WL-BOSS (программная платформа для XTP, управляемая грид-событиями). Еще примерами XTP может служить GigaSpaces XAP (eXtreme Application Platform) и IBM WebSphere eXtreme Scale.